# Divisió de la llum elèctrica
La divisió de la llum elèctrica era un problema que aparegué en la dècada de 1870, tant aviat es crearen els primers generadors d'energia elèctrica que produïen un flux constant de corrent continu que podria ser aprofitat per la il·luminació. Consistia en la impossibilitat de tenir encesos alhora diversos punts de llum en un únic circuit. Els científics i els enginyers de l'època veien el problema de la divisió de la llum com el de dividir una quantitat fixa de corrent entre un nombre donat de làmpades.
Entre altres causes, la solució va venir perquè Thomas Alva Edison entenia clarament la llei d'Ohm i les seves implicacions: l'escalfor generada pel filament d'una làmpada seria proporcional al quadrat del corrent multiplicat per la resistència, conegut com a efecte Joule. A partir d'aquests fets Edison va deduir que havia de desenvolupar una làmpada d'alta resistència.

## El problema
Si la connexió de les làmpades amb la font d'energia es feia en paral·lel, la baixa resistència que tenia una làmpada quan estava encesa provocava que quan se n'encenia una addicional, algunes de les que ja estaven enceses s'apaguessin. La connexió en sèrie no funcionava perquè a mida s'anaven encenent noves làmpades, les que ja estaven enceses en el mateix circuit disminuïen l'emissió de llum. La connexió en sèrie ja plantejava problemes en l'enllumenat públic, però era totalment inviable per l'enllumenat d'una casa. I fer que cada làmpada tingués la seva pròpia dinamo en exclusiva era molt car.
Trobar una solució no era fàcil, i fons hi tot es pensava que era impossible. L'enginyer gal·lès William Henry Preece (1834-1913) va voler demostrar mitjançant una anàlisi tècnica la impossibilitat pràctica de tenir diverses llums incandescents enceses i que alhora ho fessin amb l'eficàcia necessària per il·luminar un residència completa. Sobre la divisió de la llum, afirmava que “ el problema de la divisió de la llum ha de ser categoritzat juntament amb el moviment perpetu, la quadratura del cercle i la transmutació dels metalls” i concloïa “l'electricitat no pot suplantar al gas per la il·luminació domèstica”.

## Cercant la solució

### La dinamo de Brush
Charles Brush era un enginyer i inventor estatunidenc que va crear una empresa per explotar els seus productes. Va crear una dinamo millorant el disseny de la màquina de Gramme, per continuar creant un arc voltaic amb un sistema de regulació millorat. El 29 d'abril de 1878 va fer la primera instal·lació d'un sistema d'enllumenat públic a partir d'una central elèctrica, amb una dotzena d'arcs voltaics alimentats per una única dinamo connectada en sèrie. El següent pas fou adaptar la seva dinamo, afegint-li tants commutadors com circuits independents d'una sola llum hagués de suportar. Aquest disseny no resolia el problema de la divisió de la llum, perquè cada circuit tenia un sol llum i era una solució cara, però permetia que un únic generador alimentés diversos punts de llum.

### Els miralls de Molera
En el 1879, el vigatà Eusebi Molera i Bros i Joan Cebrian, enginyers residents a Califòrnia, va idear un sistema que consistia a produir llum procedent d'un arc elèctric i després conduir-la en canonades de parets reflectores de la llum fins a trobar un mirall o un prisma òptic capaç de treure un feix de raigs de llum del tub conductor.
En un estudi realitzat per l'enginyer barceloní Innocent Paulí es demostrà que les pèrdues del sistema d'enllumenat realitzat per Morera i Cebrián era del 49%, mentre que el de Brush era del 53,34%; el de Werdermann, del 96,54%, i el d'Edison, del 98,14%. Però calia tenir en compte a l'hora d'instal·lar aquest sistema d'enllumenat és que era imperativa la perfecta alineació dels tubs, en cas contrari es produïen grans pèrdues de potència lumínica.

## La solució d'Edison

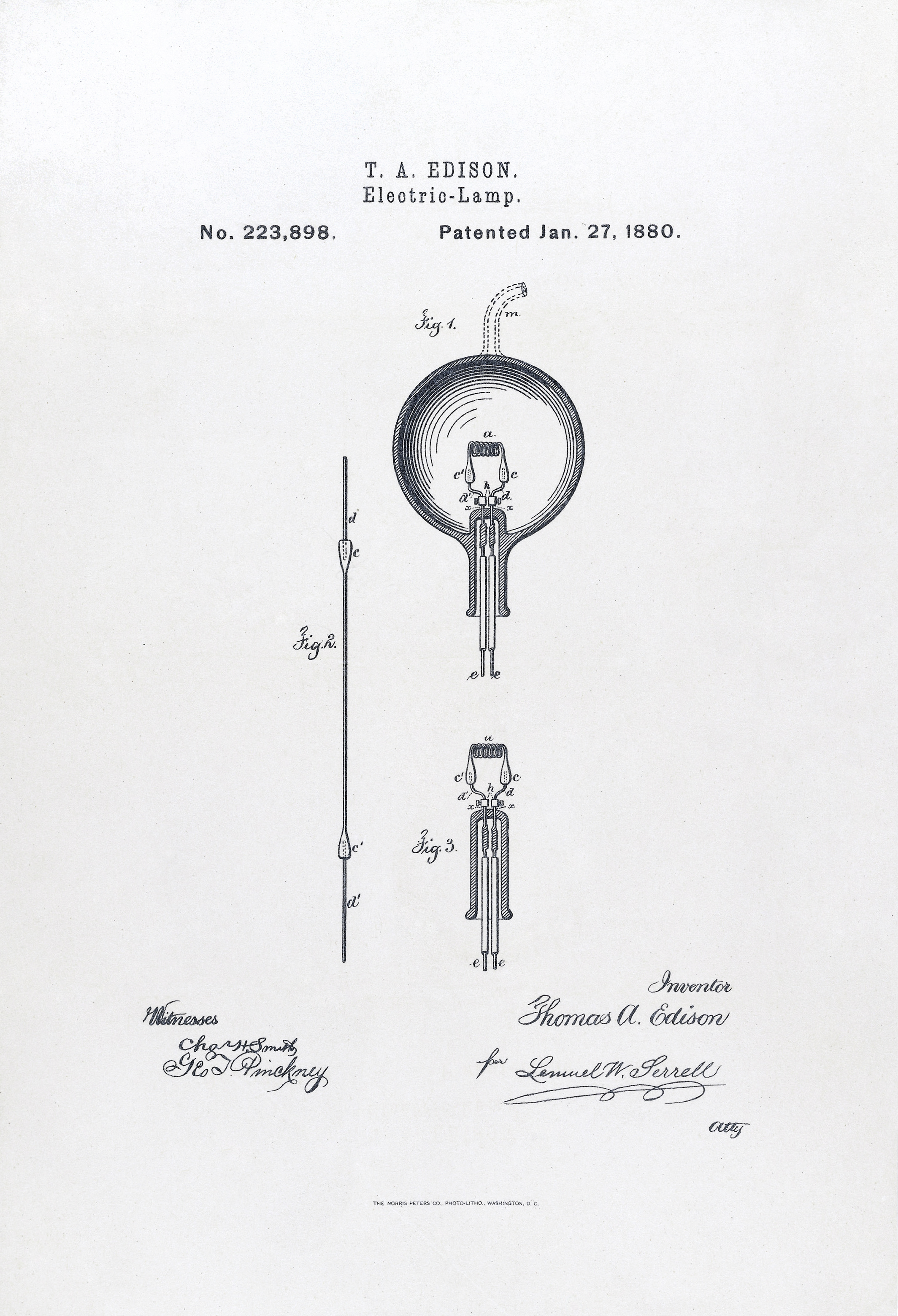
Patent de bombeta amb filament incandescent

El que es volia era poder encendre i apagar un llum de forma individual i sense afectar les altres llums del circuit. Això requeria un circuit paral·lel que permetés que un generador de voltatge constant variés el corrent. Les variacions de corrent en un circuit en paral·lel amb voltatge constant provocava una pèrdua important d'energia en la transmissió en forma d'escalfor o bé uns usar fil de coure més gruixut, sempre costós.
El problema se centrava en el fet que quan el corrent circula per un fil conductor genera escalfor, que és energia perduda, i quan més llarga és la distància que el corrent ha de recórrer, major és la pèrdua. La creença generalitzada era que la resistència de la làmpada havia de ser menor que la del fil conductor per minimitzar la pèrdua global.
Thomas Alva Edison va invertir els termes del problema i fer jugar l'escalfor a favor seu. Calia utilitzar làmpades d'alta resistència que convertissin l'escalfor en llum per incandescència, i per que el corrent fos baix, el circuit havia de tenir un voltatge alt. Si el corrent era baix, el fil conductor podria ser prim, i per tant, més econòmic. Les làmpades d'Edison eren les bombetes amb filament incandescent, i la seva patent es va presentar el 4 de novembre de 1879.
L'elevada resistència dels filaments (és a dir, 100 ohms més) va permetre distribuir l'energia a altes tensions amb només un corrent baix necessari per proporcionar una potència suficient i, per tant, una pèrdua mínima de potència a través de fils de coure que connecten la làmpada i la font d'energia.
La suficiència de la declaració que va fer per anunciar públicament el seu invent “he assolit una abundància de llum elèctric –la infinita divisió de la llum” no era una acurada declaració tècnica, sinó un eslògan comercial per alimentar a la premsa i generar entusiasme en els inversors “i ja he descobert com convertir l'electricitat en un substitut econòmic i pràctic de la il·luminació per gas” va continuar.